# ادیگوزالبگلی
آدی گوزل بی‌لی ( ترکی آذربایجانی: Adıgözəlbəyli) یک منطقهٔ مسکونی در جمهوری آرتساخ است که در استان مارتاکرت واقع شده‌است.